# نظام محدد السرعة
نظام مُحَدِّد السرعة، (بالإنجليزية: Speed limiter)‏، هو تقنية حديثة تم استخدامها للمساهمة في التقليل من وقوع حوادث السيارات، ومن خلاله يمكن التحكم في سرعة السيارة، بحيث لا تتعدى السرعة المحددة، والتي تم ضبطها مسبقا.
طورت الشركات المصنعة للسيارات، نظام أكثر حداثة وتطورا يسمى نظام ISA، ومن خلاله يتم ربط الـ(سبيد ليميتر) بنظام الجي بي إس، والمعني بتحديد موقع السيارة، وبالتالي تقوم السيارة بتحديد السرعة بناء على الحد الأقصى المسموح به في الموقع المتواجدة به السيارة.